# Sancha Garcés de Pampelune
Sancha Garcés de Pampelune est une princesse royale de Navarre des IXe et Xe siècles qui fut d'abord mariée à un héritier du royaume de Navarre, puis elle fut ensuite comtesse consort d'Aragon.

## Origine
Selon le Codex de Roda (en), elle est fille de García Jiménez, co-roi de Pampelune, et de sa première épouse, Oneca, dite la Rebelle de Sangüesa.

## Biographie
Elle est membre de la famille Jiménez, une famille alors co-régnante sur le royaume de Pampelune, mais qui devait régner trois siècles sur la Navarre, après la dynastie de la famille Íñiguez (it).
Elle épouse en premières noces Iñigo Fortúnez, fils et héritier du roi Fortún Garcés de Pampelune, de la famille Íñiguez. Mais Iñigo  meurt avant son père, empêchant Sancha de devenir reine de Pampelune.
Elle se remarie en secondes noces avec un autre cousin, Galindo II Aznárez, comte d'Aragon. C'était un mariage pour chacun d'eux, car Galindo était veuf d'Acibelle de Gascogne.

## Mariages et enfants
De son premier mariage son nés trois enfants :
- Fortún Iñigez ;
- Aurea Iñigez, mariée à Munio Garcez ;
- Lopa Iñigez, mariée à Sanche López de Araquíl.

Elle a ensuite donné naissance à trois autres enfants issus du second lit :
- Aznar Galíndez ;
- Andregoto Galíndez, morte en 972, comtesse d'Aragon ;
- Velasqueta Galíndez, mariée à Inigo Lopez, sire d'Estiqui.